# Huis Waaienstein
De Huis Waaienstein, ook wel Waaijenstein of Waeyenstein genoemd, was de naam van een huis in Oosterhout dat in 1809 geheel wegspoelde als gevolg van een dijkdoorbraak.

## Geschiedenis
Het huis werd rond 1660 gebouwd door Johan van Hackfort, eigenaar van het naastgelegen Huis Oosterhout. Beide huizen waren met elkaar verbonden door een allee.
Op 12 juli 1672 ontving de Zonnekoning hier de Nijmeegse magistraten om de capitulatie van de stad te bekrachtigen:
Bij het huis Waeijestein onder Oosterholt in Over-Betuwe zyn voor sijne Majesteit erschenen de Gecommitteerdens uit het Quartier van Nijmegen, de Magistraat, de Burggraaf Diderik van Welderen nevens den Gouverneur Jan van Welderen Gebroeders, de Professoren van de Academie te Nijmegen, en de Leden van den Kerkenraad.
Bij een dijkdoorbraak in 1809 is het Huis Waaienstein volledig verwoest en in een kolk verdwenen.
Deze kolk, het Groote Wiel, werd in de 20e eeuw tot Waaiensteinkolk omgedoopt. Deze kolk is in verschillende fasen ontstaan bij dijkdoorbraken in 1573, 1651 en 1809. De naam houdt de herinnering levend aan het Huis Waaienstein.
Bij Raadsbesluit gemeente Nijmegen van 4 juni 2008 is besloten tot naamgeving aan een buurt in de wijk Oosterhout: Waaijenstein.